# 모닝플러스
《모닝플러스》(MORNING PLUS)는 KNN TV에서 매주 월요일 오전 8시 5분, 화요일부터 금요일 오전 8시 15분에 방송 중인 부산 경남 지역 아침 뉴스 정보 프로그램이다.

## 개요
KNN의 2020년 여름 개편으로 2020년 6월 15일부터 《KNN 모닝와이드》 일부 코너들이 분리되면서 《모닝통통통》으로 신설되었으며 2022년 10월 4일부터 《KNN 모닝와이드 2부》로 개편되었다가 2023년 7월 17일부터 현재의 《모닝플러스》로 다시 분리되었다.

## 방송 시간
| 방송 채널 | 방송 기간                         | 방송 시간                                                                             |
| --------- | --------------------------------- | ------------------------------------------------------------------------------------- |
| KNN TV    | 2020년 6월 15일 ~ 2021년 10월 1일 | 월요일 아침 8시 ~ 8시 25분 (25분) 화요일 ~ 금요일 아침 8시 5분 ~ 8시 35분 (30분)      |
| KNN TV    | 2021년 10월 4일 ~ 2022년 10월 3일 | 월요일 아침 8시 5분 ~ 8시 30분 (25분) 화요일 ~ 금요일 아침 8시 10분 ~ 8시 40분 (30분) |
| KNN TV    | 2022년 10월 4일 ~ 2023년 7월 14일 | 평일 아침 7시 40분 ~ 8시 5분                                                          |
| KNN TV    | 2023년 7월 17일 ~ 현재            | 월요일 아침 8시 5분 ~ 8시 30분 (25분) 화요일 ~ 금요일 아침 8시 15분 ~ 8시 40분 (25분) |

## MC
| 대수 | 진행자             | 진행 기간                         | 비고  |
| ---- | ------------------ | --------------------------------- | ----- |
| 1대  | 박수진 前 아나운서 | 2020년 6월 15일 ~ 2021년 10월 1일 | [ 2 ] |
| 2대  | 김다롬 아나운서    | 2021년 10월 4일 ~ 2024년 5월 31일 | [ 3 ] |
| 3대  | 오주호 아나운서    | 2024년 6월 3일 ~ 2025년 5월 13일  | [ 4 ] |
| 4대  | 박경익 아나운서    | 2025년 5월 14일 ~ 현재            |       |

## 코너

### 오늘의 주요뉴스
헤드라인 코너.

### 핫이슈 클릭
요일별 이슈 코너.
- 월요일 : 화제의 영상
- 화요일 : 연예가소식
- 수요일 : 아트 앤 컬쳐
- 목요일 : 블랙박스
- 금요일 : 주말 극장가

### 인물 포커스
인터뷰 코너. 전성호 편집부장, 구형모 보도국장, 송원재 서울본부 취재부장이 격주로 진행한다.

### 건강 365
건강 코너. 김혜민 아나운서가 진행한다.

### KNN 날씨+
기상 정보 코너.

## 타이틀 변천사
- 현재 타이틀은 2023년 7월 17일을 기준으로 한다.

| 기수 | 프로그램 타이틀    | 방송 기간                         |
| ---- | ------------------ | --------------------------------- |
| 1기  | 모닝통통통         | 2020년 6월 15일 ~ 2022년 10월 3일 |
| 2기  | KNN 모닝와이드 2부 | 2022년 10월 4일 ~ 2023년 7월 14일 |
| 3기  | 모닝플러스         | 2023년 7월 17일 ~ 현재            |

## 결방
- 2024년 7월 29일 ~ 8월 9일 : 2024 파리올림픽으로 편성으로 인한 결방